# Mosquée Bilal
 (mars 2008).
La mosquée Bilal est une mosquée faisant partie de l'association islamique et culturelle de Clichy-sous-Bois, dans la banlieue de Paris (France).

## Histoire
La première pierre est en juin 2009 et l'ouverture était prévue pour février 2011.
Mais l'association à l'origine du projet s'est délitée du fait de discordances entre plusieurs communautés. L'entreprise chargé des travaux n'ayant pas été payée a cessé d'y travailler et saisi la justice. En juillet 2012, on attendait le rapport de l'expert désigné par le juge des référés.